# Nick Van Belle
Nick Van Belle (17 maart 1993) is een Belgisch voetballer die onder contract staat bij KFC Dessel Sport. Hij speelde eerder voor de reserven van Club Brugge.
Eendracht Aalst huurt de spits voor het seizoen 2013-2014.

## Statistieken
| Seizoen         | Club                 | Competitie      | Competitie | Competitie | Play-offs | Play-offs | Beker | Beker | Totaal | Totaal |
| Seizoen         | Club                 | Competitie      | Wed.       | Dlp.       | Wed.      | Dlp.      | Wed.  | Dlp.  | Wed.   | Dlp.   |
| --------------- | -------------------- | --------------- | ---------- | ---------- | --------- | --------- | ----- | ----- | ------ | ------ |
| 2012-2013       | KVC Westerlo         | Tweede klasse   | 17         | 4          | 4         | 2         | 3     | 1     | 24     | 7      |
| 2013-2014       | KVC Westerlo         | Tweede klasse   | 1          | 0          | 0         | 0         | 0     | 0     | 1      | 0      |
| 2013-2014       | → SC Eendracht Aalst | Tweede klasse   | 22         | 2          | 0         | 0         | 0     | 0     | 22     | 2      |
| 2014-2015       | KFC Dessel Sport     | Tweede klasse   | 11         | 1          | 0         | 0         | 1     | 0     | 12     | 1      |
| 2014-2015       | → KSC Grimbergen     | Derde Klasse B  | 6          | 1          | 0         | 0         | 0     | 0     | 6      | 1      |
| 2015-2016       | KSK Heist            | Tweede klasse   | 11         | 1          | 0         | 0         | 0     | 0     | 11     | 1      |
| Carrière totaal | Carrière totaal      | Carrière totaal | 68         | 9          | 4         | 2         | 4     | 1     | 76     | 12     |